# پرونده قتل سفیدبرفی
پرونده قتل سفیدبرفی (به ژاپنی: 白ゆき姫殺人事件) (به انگلیسی: The Snow White Murder) فیلمی ژاپنی در سبک معمایی و تریلر به کارگردانی یوشیهیرو ناکامورا محصول سال ۲۰۱۴ است.

## بازیگران
- مائو اینوئه در نقش میکی شیرونو
- گو آیانو در نقش یوجی آکاهوشی
- نانائو در نقش نوریکو میکی
- نوبوآکی کانه‌کو در نقش ساتوشی شینویاما
- ارنا اونو در نقش ایمی میتسوشیما
- میتسوکی تانیمورا در نقش مینوری مائتانی (دوست میکی از دانشگاه)
- شیهوری کانجییا در نقش یوکو تانیمورا (دوست کودکی میکی)
- شونسوکه دایتو در نقش شینگو اتو (دوست پیشین دوران راهنمایی میکی)
- میساکو رنبوتسو در نقش ریساکو کانو
- شوتا سومتانی در نقش هاسگاوا
- دانکان در نقش کوزابورو شیرونو (پدر میکی)
- یوکو آکینو در نقش آتسوکی شیرونو (مادر میکی)
- مائو میاجی در نقش مایاما

## بازخورد
این فیلم در ژاپن ۱ میلیارد ین (۸٫۶ میلیون دلار آمریکا) بدست آورد.
پاتریک چکای (Patryk Czekaj) در نقدی برای توئیچ فیلم (Twitch Film) این فیلم را «یکی از گیراترین تریلرهای جنایی که در چند سال اخیر از ژاپن آمده» خواند.